# Hrubý Šúr
Hrubý Šúr (slowakisch bis 1927 „Šúr“; ungarisch Hegysúr) ist eine Gemeinde im Okres Senec innerhalb des Bratislavský kraj in der Slowakei.

## Geographie
Hrubý Šúr liegt im Donautiefland auf einem Seitenarm der Kleinen Donau, unweit des Flusses Čierna voda. Die Stadt Senec ist 7 km Richtung Norden und die Hauptstadt Bratislava 30 km nach Westen gelegen.

## Geschichte
Archäologische Funde auf dem heutigen Gemeindegebiet werden bis zur jüngeren Steinzeit datiert. Der erste direkte Nachweis von einer Siedlung stammt aus dem 7. Jahrhundert, daneben fand man auch eine Grabstätte aus den 8. und 9. Jahrhunderten.
Die erste schriftliche Erwähnung als Swr stammt aus dem Jahre 1245. Damals gehörte die Gemeinde zu den örtlichen Edelmanns-Familien und seit dem 15. Jahrhundert zu den Familien Petheo, Csorba, Illesházy, Sági und schließlich Pálffy, welche ihren Einfluss bis 1918 behielten. Die Bevölkerung beschäftigte sich mit der Landwirtschaft und Viehzucht.
Bis 1918 lag die Gemeinde im Komitat Pressburg im Königreich Ungarn, danach kam er zur neu entstandenen Tschechoslowakei. Aufgrund des Ersten Wiener Schiedsspruchs lagen sie 1938–1945 noch einmal in Ungarn.

## Bevölkerung
| Jahr                | 1994 | 2004    | 2014     | 2024     |
| ------------------- | ---- | ------- | -------- | -------- |
| Anzahl der Personen | 596  | 647     | 860      | 1128     |
| Unterschied         |      | +8,55 % | +32,92 % | +31,16 % |

| Jahr                | 2023 | 2024    |
| ------------------- | ---- | ------- |
| Anzahl der Personen | 1110 | 1128    |
| Unterschied         |      | +1,62 % |